# 滨海巴纽尔斯
滨海巴纽尔斯（法語：Banyuls-sur-Mer，法語發音：[baɲuls syʁ mɛʁ] ⓘ）是法国东比利牛斯省的一个市镇，位于该省东南部，属于塞雷区。滨海巴纽尔斯位于地中海海滨，是一个以旅游业为主的城镇。

## 地理
滨海巴纽尔斯（42°28'56"N, 3°7'39"E）面积42.43 平方千米，位于法国奧克西塔尼大區东比利牛斯省，该省份为法国大陆部分最南部的省份，涵盖了北加泰罗尼亚，北起奥德省，西接阿列日省和安道尔，南与西班牙接壤，东临地中海。
与滨海巴纽尔斯接壤的市镇（或旧市镇、城区）包括：科莱拉、波尔沃、埃斯波利亚、拉沃斯、塞贝尔、滨海阿热莱斯、旺德尔港、科利尤尔。
滨海巴纽尔斯的时区为UTC+01:00、UTC+02:00（夏令时）。

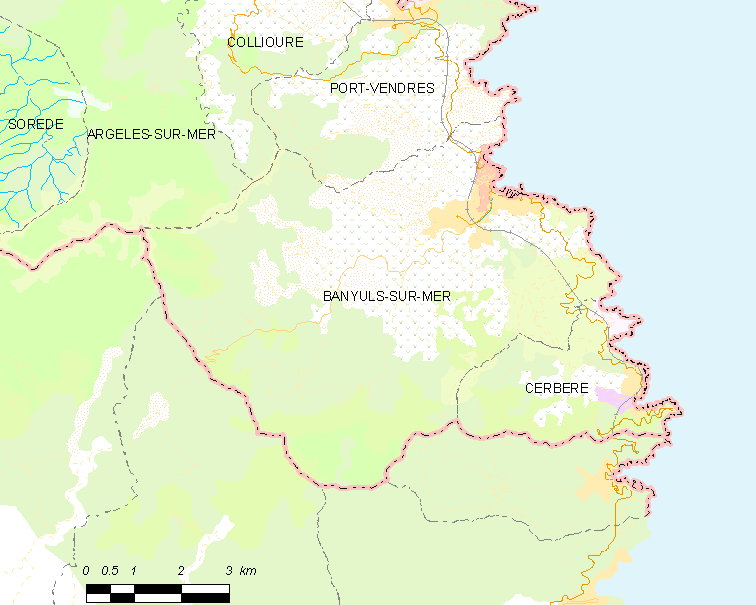
滨海巴纽尔斯的OSM定位图

## 行政
滨海巴纽尔斯的邮政编码为66650，INSEE市镇编码为66016。

## 政治
滨海巴纽尔斯所属的省级选区为朱红海岸县。

## 人口

1962-2008年间滨海巴纽尔斯人口变化图示

滨海巴纽尔斯于2022年1月1日时的人口数量为4583人。